# Sass Pordoi
Sass Pordoi (2.950 m s.l.m., còn gọi là Sas Pordoi hay Sas de Pordoi có nghĩa là Đỉnh Pordoi) là một đỉnh núi đá phẳng như một cao nguyên thuộc nhóm Sella in den Dolomites. Từ Pordoijoch có một tuyến cáp lên trên đỉnh này, một địa điểm tốt để quan sát các dãy núi chung quanh. Ngoài sân để nhìn toàn cảnh, có một quán ăn, một điểm bắt đầu cho các tuyến trekking cũng như leo núi trong khu vực Sella.

## Tuyến cáp
Tuyến cáp được xây 1962, có thể chở 65 người vượt độ cao 700 m trong vòng 4 phút từ Pordoisattel lên sân đỉnh, là một trong những tuyến cáp đầu tiên ở Dolomites. Nó được hiện đại hóa 1994/95. Quán ăn trên trạm núi có tên là Rifugio Maria đặt tên theo bà Maria Piaz (chết năm 1971), là một người tiền phong trong chương trình du lịch ở Pordoipass và đã cùng với con bà Francesco là người đưa ra sáng kiến xây tuyến cáp.